# Mnesiclesiella novaeguineae
Mnesiclesiella novaeguineae är en insektsart som först beskrevs av Bolívar, C. 1914.  Mnesiclesiella novaeguineae ingår i släktet Mnesiclesiella och familjen Chorotypidae.
Denna bevingade insekt finns på Nya Guinea.

## Underarter
Arten delas in i följande underarter:
- M. n. kampeni
- M. n. novaeguineae